# كريات جات
كريات جات (بالعبرية: קִרְיַת גַּת)، هي مدينة في المنطقة الجنوبية من إسرائيل. وهي تقع على بعد 56 كيلومترا) إلى الجنوب من تل أبيب، و 43 كيلومترا) إلى الشمال من بئر السبع و 68 كم من القدس. بُنت المدينة على أنقاض قرية عراق المنشية والفالوجة التي تبعد عن غزة ثلاثين كيلومتر التي هُجّر أهلها عام 1949. في بداية عام 2013، بلغ عدد سكانها 52709.

## الاقتصاد
مصنع نسيج بولجات كان الموظـِّف الرئيسي في المستوطنة حتى أغلق أبوابه في عام 1990. وفي 1999، افتتحت إنتل مصنع شرائح chips، عـُرِف باسم Fab 18، لإنتاج شرائح بنتيوم 4 وذاكرة الفلاش. حصلت إنتل على منحة 525 مليون دولار من الحكومة الإسرائيلية لبناء المصنع. وفي فبراير 2006، تم وضع حجر الأساس لثاني مصانع إنتل في كريات جات، Fab 28. وبالرغم من ذلك، فإن كريات جات يوجد فيها أحد أعلى مستويات البطالة في إسرائيل. وفي يناير 2019، أعلن وزير الاقتصاد الإسرائيلي أن شركة إنتل سوف تستثمر 11 مليار دولار في بناء مصنع جديد في كريات جات. يعمل في المدينة حوالي 8000 شخص في شركة إنتل، بينما توظف شركة HP حوالي 5700 عامل.

## التاريخ
تأسست كريات جات في عام 1954، في البداية كمعبرة. في العام التالي، تم تأسيسها كمدينة تنمية من قبل 18 عائلة من المغرب. تم تأسيسها على أنقاض قرية عراق المنشية العربية الفلسطينية، والتي تم تهجير سكانها في عام 1949 بعد النكبة عام 1948. الموقع السابق لعراق المنشية الآن داخل منطقة مبنية من كريات جات.
ارتفع عدد سكان كريات جات من 4400 نسمة عام 1958 إلى 17000 عام 1969، معظمهم من المهاجرين اليهود من شمال إفريقيا. كان الاقتصاد يعتمد في البداية على معالجة المنتجات الزراعية في منطقة لخيش، مثل القطن والصوف. في كانون الأول (ديسمبر) 1972، تم ترقية مكانة كريات جات البلدية وأصبحت المدينة 31 في إسرائيل.
خلال التسعينيات، جلبت الهجرة الجماعية لليهود السوفييت إلى إسرائيل العديد من السكان الجدد إلى المدينة وزاد عدد سكانها إلى 42500 بحلول عام 1995. أدى تطوير منطقة رابين الصناعية على الحافة الشرقية للمدينة، وفتح الطريق السريع رقم 6 إلى تحسين اقتصاد المدينة.

## توأمة
لكريات جات اتفاقيات توأمة مع كل من:
- بوفالو
- كروشيفاتس
- شيكاغو

## أعلام
- تاليا فهيمة
- ميكي زوهار
- ليور انبروم
- ميري ريغيف